# Troglohyphantes herculanus
Troglohyphantes herculanus är en spindelart som först beskrevs av Kulczynski 1894.  Troglohyphantes herculanus ingår i släktet Troglohyphantes och familjen täckvävarspindlar. Inga underarter finns listade i Catalogue of Life.